# Tricentrus bicolor
Tricentrus bicolor är en insektsart som beskrevs av William Lucas Distant 1908. Tricentrus bicolor ingår i släktet Tricentrus och familjen hornstritar. Inga underarter finns listade i Catalogue of Life.